# Seznam neperiodičnih množic tlakovanj
Seznam neperiodičnih množic tlakovanj je v geometriji skupina oblik imenovanih ploščice, ki ravnino   pokrijejo brez lukenj ali prekrivanj .  
Takšno tlakovanje je sestavljeno iz osnovnih enot ali primitivnih celic. Imenuje se periodično .
Zgled takšnega tlakovanja je prikazan desni.
Vsako periodično tlakovanje ima primitivno celici, ki ga generira. Tlakovanje, ki ne more biti iz ene primitivne celice, se imenuje neperiodično. Kadar dana množica ploščic dovoljuje samo neperiodično tlakovanje, je takšna množica aperiodična 
Prva preglednica pojasnjuje okrajšave uporabljene v drugi preglednici.  Druga preglednica vsebuje vse znane aperiodične množice ploščic in daje nekaj dodatnih podatkov o vsaki množici.
| okrajšava | pomen                         | pojasnilo |
| --------- | ----------------------------- | --- |
| E2        | evklidska ravnina             | običajna ravnina |
| H2        | hiperbolična ravnina          | ravnina na kateri ne velja aksiom o vzporednici                                                                                          |
| E3        | evklidski trirazsežni prostor | prostor, ki je določen s tremi pravokotnimi osmi                                                                                         |
| MLD       | vzajemno lokalno izpeljivo    | dve tlakovanji sta vzajemno izpeljivi, če se eno tlakovanje dobi iz drugega s preprostim lokalnim pravilom (brisanje ali dodajanje roba) |

## Pregled
| slika    | ime                                            | število ploščic | prostor          | datum objave | reference                                        | opombe |
| -------- | ---------------------------------------------- | --------------- | ---------------- | ------------ | ------------------------------------------------ | --- |
|          | trilobitne in križne ploščice                  | 2               | E2               | 1999         | [ 4 ]                                            | Tlakovanja MLD iz sedežnih tlakovanj |
|          | Penroseove ploščice P1                         | 6               | E2               | 1974         | [ 5 ]                                            | Tlakovanja MLD iz tlakovanj od P2 in P3, Robinsonovi trikotniki in "morska zvezda, bršljanov list, heks"                                                                    |
|          | Penroseove ploščice P2                         | 2               | E2               | 1977         | [ 6 ]                                            | Tlakovanja MLD iz tlakovanj P1 in P3, Robinsonovih trikotnikov in "morske zvezde, bršljanovega lista in heksa"                                                              |
|          | Penroseove ploščice P3                         | 2               | E2               | 1978         | [ 7 ]                                            | Tlakovanja MLD iz tlakovanj P1 in P2 ter Robinsonovega trikotnika in "morske zvezde, bršljanovega lista in heksa"                                                           |
|          | binarne ploščice                               | 2               | E2               | 1988         | [ 8 ] [ 9 ]                                      | Čeprav so po obliki podobne ploščicam P3, tlakovanja niso MLD tlakovanja, ki jih lahko izpeljemo drug iz drugega v modelu razporeditve atomov v dvojnih (binarnih) zlitinah |
|          | Robinsonove ploščice                           | 6               | E2               | 1971         | [ 10 ]                                           | Ploščice dajejo občutek neperiodičnosti s tvorbo neskončne hierarhije kvadratnih mrež                                                                                       |
| ni slike | Ammannove A1 ploščice                          | 6               | E2               | 1977         | [ 12 ]                                           | Ploščice dajejo občutek neperiodičnosti s tvorbo neskončnega hierarhičnega binarnega drevesa.                                                                               |
|          | Ammannove A2 ploščice                          | 2               | E2               | 1986         | [ 13 ]                                           | |
|          | Ammannove ploščice A3                          | 3               | E2               | 1986         | [ 13 ]                                           | |
|          | Ammannove ploščice A4                          | 2               | E2               | 1986         | [ 13 ] [ 14 ]                                    | Tlakovanja MLD z Ammannom A5. |
|          | Ammannove ploščice A5                          | 2               | E2               | 1982         | [ 15 ] [ 16 ]                                    | Tlakovanja MLD z Ammannom A4. |
| ni slike | Penroseove šestkotno-trikotne ploščice         | 2               | E2               | 1997         | [ 17 ] [ 18 ]                                    | |
| ni slike | ploščice zlatega trikotnika                    | 10              | E2               | 2001         | [ 20 ]                                           | Datum odkritja primerjalnih pravil. Dualne z Ammannom A2 |
|          | sokolar ploščice                               | 3               | E2               | 1989         | [ 21 ] [ 22 ]                                    | Tlakovanje MLD z uporabo zaščitnih ploščic |
|          | zaščitne ploščice                              | 4               | E2               | 1988[Note 8] | [ 23 ] [ 24 ]                                    | Tlakovanja MLD iz Sokolar ploščic |
|          | kvadratne trikotne ploščice                    | 5               | E2               | 1986         | [ 26 ]                                           | |
|          | sfingino tlakovanje                            | 91              | E2               |              | [ 27 ]                                           | |
|          | ploščice morska zvezda, bršljanov list in heks | 3               | E2               |              | [ 28 ] [ 29 ] [ 30 ]                             | Tlakovanje je MLD za Penroseovo tlakovanje P1, P2, P3 in Robinsonove trikotnike                                                                                             |
|          | Robinsonov trikotnik                           | 4               | E2               |              | [ 12 ]                                           | Tlakovanje je MLD za Penroseovo tlakovanje P1, P2, P3 ter "morsko zvezdo, bršljanov list in heks".                                                                          |
|          | Danzerjevi trikotniki                          | 6               | E2               | 1996         | [ 32 ]                                           | |
|          | tlakovanja vetrnic                             |                 | E2               | 1994         | [ 35 ] [ 36 ]                                    | Datum velja za objavo pravil ujemanja. |
| ni slike | Wangove ploščice                               | 20426           | E2               | 1966         | [ 37 ]                                           | |
| ni slike | Wangove ploščice                               | 104             | E2               | 2008         | [ 38 ]                                           | |
| ni slike | Wangove ploščice                               | 52              | E2               | 1971         | [ 39 ]                                           | Ploščice dajejo občutek aperiodičnosti s kreiranjem neskončne hierahije kvadratnih mrež                                                                                     |
|          | Wangove ploščice                               | 32              | E2               | 1986         | [ 40 ]                                           | Lokalno izpeljane iz Penroseovih ploščic. |
| ni slike | Wangove ploščice                               | 24              | E2               | 1986         | [ 40 ]                                           | Lokalno izpeljano iz tlakovanja A2 |
|          | Wangove ploščice                               | 16              | E2               | 1986         | [ 41 ] [ 42 ]                                    | Izpeljano iz tlakovanja A2 in njegovih Ammannovih drogov |
|          | Wangove ploščice                               | 14              | E2               | 1996         | [ 43 ] [ 44 ]                                    | |
|          | Wangove ploščice                               | 13              | E2               | 1996         | [ 45 ] [ 46 ]                                    | |
| ni slike | dekagonalne spužvine ploščice                  | 1               | E2               | 2002         | [ 47 ] [ 48 ]                                    | Porozne ploščice, ki so sestavljene iz neprekrivajočih se množice točk |
| ni slike | Goodman-Straussove strogo aperiodične ploščice | 85              | H2               | 2005         | [ 49 ]                                           | |
| ni slike | Goodman-Straussove strogo aperiodične ploščice | 26              | H2               | 2005         | [ 50 ]                                           | |
|          | Böröczkijeva hiperbolična ploščica             | 1               | Hn               | 1974         | [ 50 ] [ 52 ]                                    | Samo slabo aperiodične |
| ni slike | Schmittova ploščica                            | 1               | E3               | 1988         | [ 53 ]                                           | Vijačno periodične |
|          | Schmitt–Conway–Danzerjeve ploščice             | 1               | E3               |              | [ 53 ]                                           | Vijačno periodične in konveksni |
|          | Socolar Taylorjeva ploščica                    | 1               | E3               | 2010         | [ 54 ] [ 55 ]                                    | Periodično v tretji razsežnosti |
| ni slike | Penroseov romboeder                            | 2               | E3               | 1981         | [ 57 ] [ 58 ] [ 59 ] [ 60 ] [ 61 ] [ 62 ] [ 63 ] | |
| ni slike | Wangove kocke                                  | 21              | E3               | 1996         | [ 64 ]                                           | |
| ni slike | Wangove kocke                                  | 18              | E3               | 1999         | [ 65 ]                                           | |
| ni slike | Wangove kocke                                  | 16              | E3               |              | [ 66 ]                                           | |
| ni slike | Danzerjevi tetraedri                           | 4               | E3               | 1989         | [ 68 ]                                           | |
|          | I in L ploščice                                | 2               | En for all n ≥ 3 | 1999         | [ 69 ]                                           | |